# Zell im Fichtelgebirge
Pour les articles homonymes, voir Zell.
Zell im Fichtelgebirge est une commune de Bavière (Allemagne), située dans l'arrondissement de Hof, dans le district de Haute-Franconie.